# 角館駅
角館駅（かくのだてえき）は、秋田県仙北市角館町中菅沢にある、東日本旅客鉄道（JR東日本）・秋田内陸縦貫鉄道の駅。
JR東日本の田沢湖線と田沢湖線上を走る秋田新幹線（ミニ新幹線）、および当駅を終点とする秋田内陸縦貫鉄道秋田内陸線が乗り入れており、下り最終と上り始発の1往復を除くすべての「こまち」が停車する。

## 歴史
- 1921年（大正10年）
  - 7月30日：鉄道省（のちに日本国有鉄道）生保内軽便線の終着駅として開業[1]。
  - 12月11日：生保内軽便線が神代駅まで延伸され、途中駅となる[新聞 1]。
- 1922年（大正11年）9月2日：路線名改称に伴い、生保内線の駅となる[2]。
- 1966年（昭和41年）10月20日：路線改編に伴い、田沢湖線の駅となる。
- 1970年（昭和45年）11月1日：角館線が開業[3][4]。乗換駅となる。
- 1976年（昭和51年）3月：武家屋敷をイメージして改築[新聞 2]。
- 1981年（昭和56年）10月15日：貨物の取り扱いを廃止[1]。
- 1984年（昭和59年）2月1日：荷物の扱いを廃止[1]。
- 1986年（昭和61年）11月1日：角館線が秋田内陸縦貫鉄道に転換[4]。
- 1987年（昭和62年）
  - 1月20日：みどりの窓口を開設[新聞 3]。
  - 4月1日：国鉄分割民営化により、田沢湖線がJR東日本へ移管[1]。
- 1997年（平成9年）
  - 3月18日：駅舎と周辺施設が完成し、記念式典を挙行[新聞 4]。
  - 3月22日：秋田新幹線が営業開始。
- 2002年（平成14年）：「小京都にふさわしく武家屋敷風の入母屋式薬医門を形どった駅」として、東北の駅百選に選定された。
- 2006年（平成18年）3月18日：JRホームコンコースにエレベーターを新設。
- 2007年（平成19年）3月20日：指定席券売機を導入。
- 2016年（平成28年）10月20日：田沢湖線全線開通50周年記念として、列車到着時におもてなしメロディー「飾山囃子」が使用を開始[報道 1]。
- 2017年（平成29年）7月1日：JR東日本秋田支社としては20年ぶり2人目となる、女性駅長がJR角館駅に着任[新聞 5]。
- 2020年（令和2年）
  - 3月14日：新幹線eチケットサービスを開始[報道 2]。
  - 10月1日：JR東日本の駅が業務委託化[5]。管理駅業務は大曲駅へ移管[5]。
- 2021年（令和3年）3月13日：タッチでGo!新幹線のサービスを開始[報道 3][注 1]。
- 2024年（令和6年）
  - 10月1日：JR東日本（秋田新幹線および田沢湖線）でえきねっとQチケのサービスを開始[6][報道 4]。
  - 11月30日：JR待合室とNewDaysが一本化し、JR待合室のスペースを拡大[報道 5]。
- 2025年（令和7年）
  - 1月21日：武家屋敷のイラストが描かれた駅名標に変更[7]。
  - 1月23日：警察業務に協力（各種広報や訓練などへの協力）したとして、仙北警察署からJR角館駅に感謝状を贈呈[新聞 6]。

## 駅構造
駅舎は、両社とも線路に対し北西向きに設置されている。

### JR東日本
単式ホーム1面1線と島式ホーム1面2線、計2面3線のホームを持つ地上駅。互いのホームは跨線橋で連絡している。駅舎は武家屋敷をイメージしている。
JR東日本東北総合サービスが駅業務を受託する大曲駅管理の業務委託駅。直営駅時代は、生田駅 - 羽後長野駅の各駅を管理していた。みどりの窓口、自動券売機（指定席券売機を含む）、新幹線eチケットサービス、タッチでGo!新幹線、えきねっとQチケ専用簡易改札機、NewDays（JR東日本東北総合サービス営業）、土産屋がある。なお、えきねっとQチケを利用する場合は、秋田新幹線では改札機にQRコードをかざす一方、田沢湖線では改札窓口にいる係員へQRコードを提示する必要がある。このほか、駅スタンプが設置されている。
JR角館駅の事務管コードは▲210206を使用している。
2016年（平成28年）10月20日より、田沢湖線全線開通50周年記念として、列車到着時におもてなしメロディー「飾山囃子」が使用されている。

#### のりば
| 番線 | 路線        | 方向 | 行先                 |
| ---- | ----------- | ---- | -------------------- |
| 1    | ■秋田新幹線 | 上り | 盛岡・仙台・東京方面 |
| 1    | ■田沢湖線   | 上り | 田沢湖・盛岡方面     |
| 2    | ■秋田新幹線 | 下り | 大曲・秋田方面       |
| 2    | ■田沢湖線   | 下り | 大曲方面             |
| 3    | ■田沢湖線   | 上り | 田沢湖・盛岡方面     |
| 3    | ■田沢湖線   | 下り | 大曲方面             |

- 当駅始発は3番線を使用する。

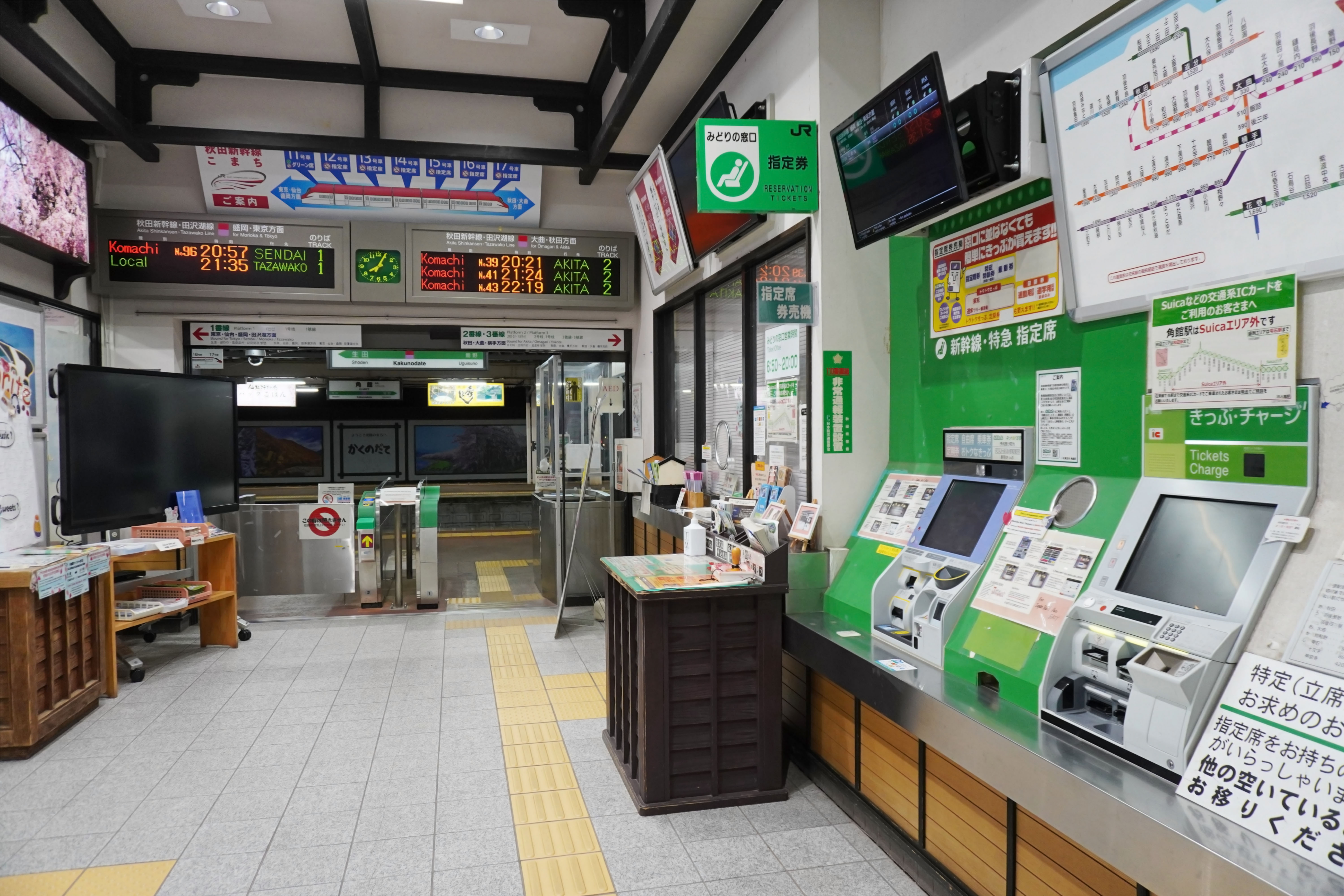
改札口（2024年5月）
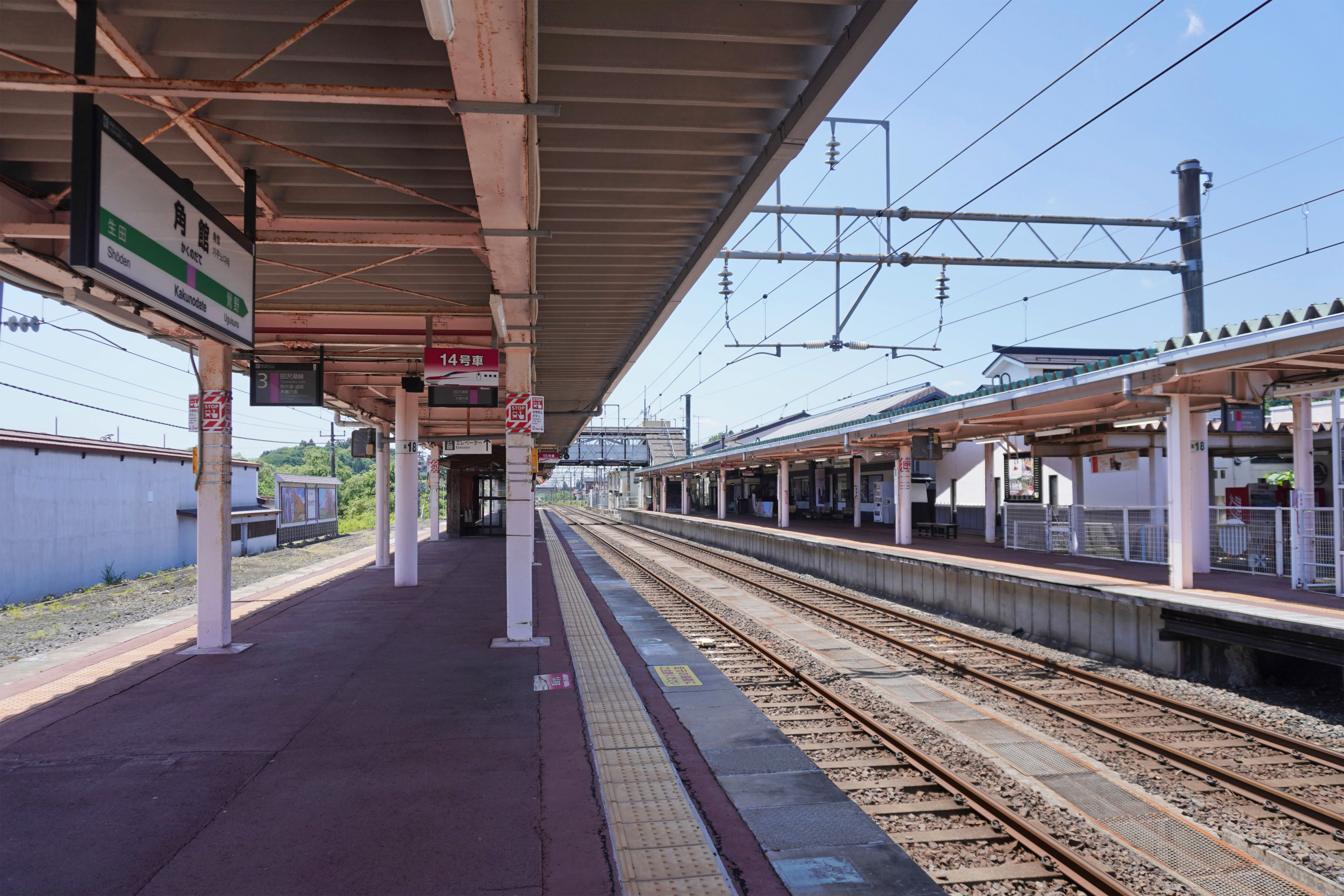
ホーム（2024年5月）
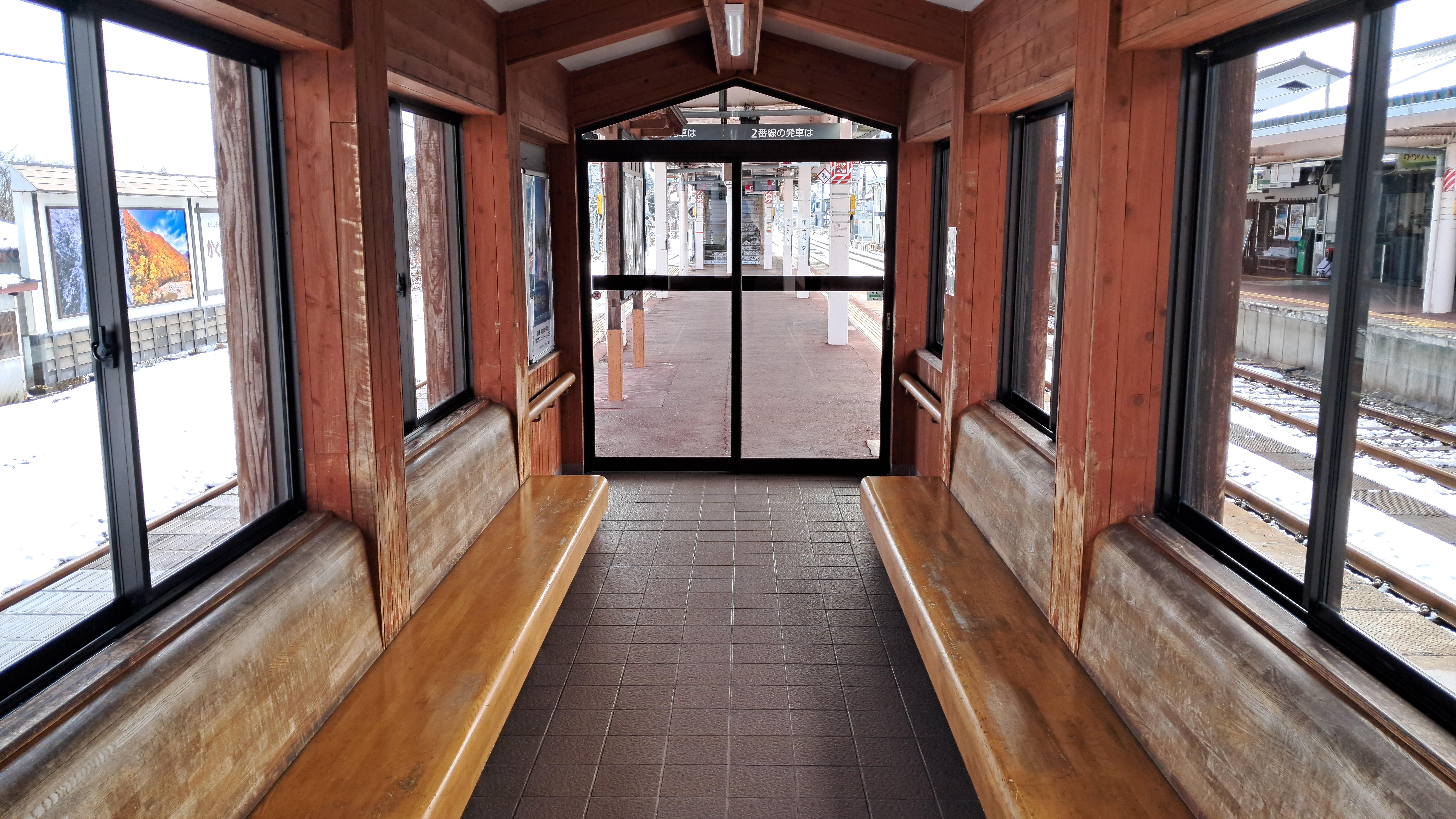
2・3番線ホーム上にある待合室（2024年12月）

### 秋田内陸縦貫鉄道
頭端式ホーム1面1線を有する地上駅。留置線（車庫）も1線あるが、いったん鷹巣方面に引き上げる形となっている。JRの1番線（上り）ホームと平面で接続しているが、通常は柵で仕切られているので、双方の連絡はいったん改札から外に出る必要がある。秋田新幹線に遅延があり、係員の指示がある場合に限って柵をあけて直接連絡できる。田沢湖線とはかつては線路が繋がっていたが、同線が秋田新幹線開業に伴い改軌されたため、現在は線路が独立している。
終日（始発と最終列車を除く）社員配置駅。駅舎には待合室、出札窓口、改札口がある。

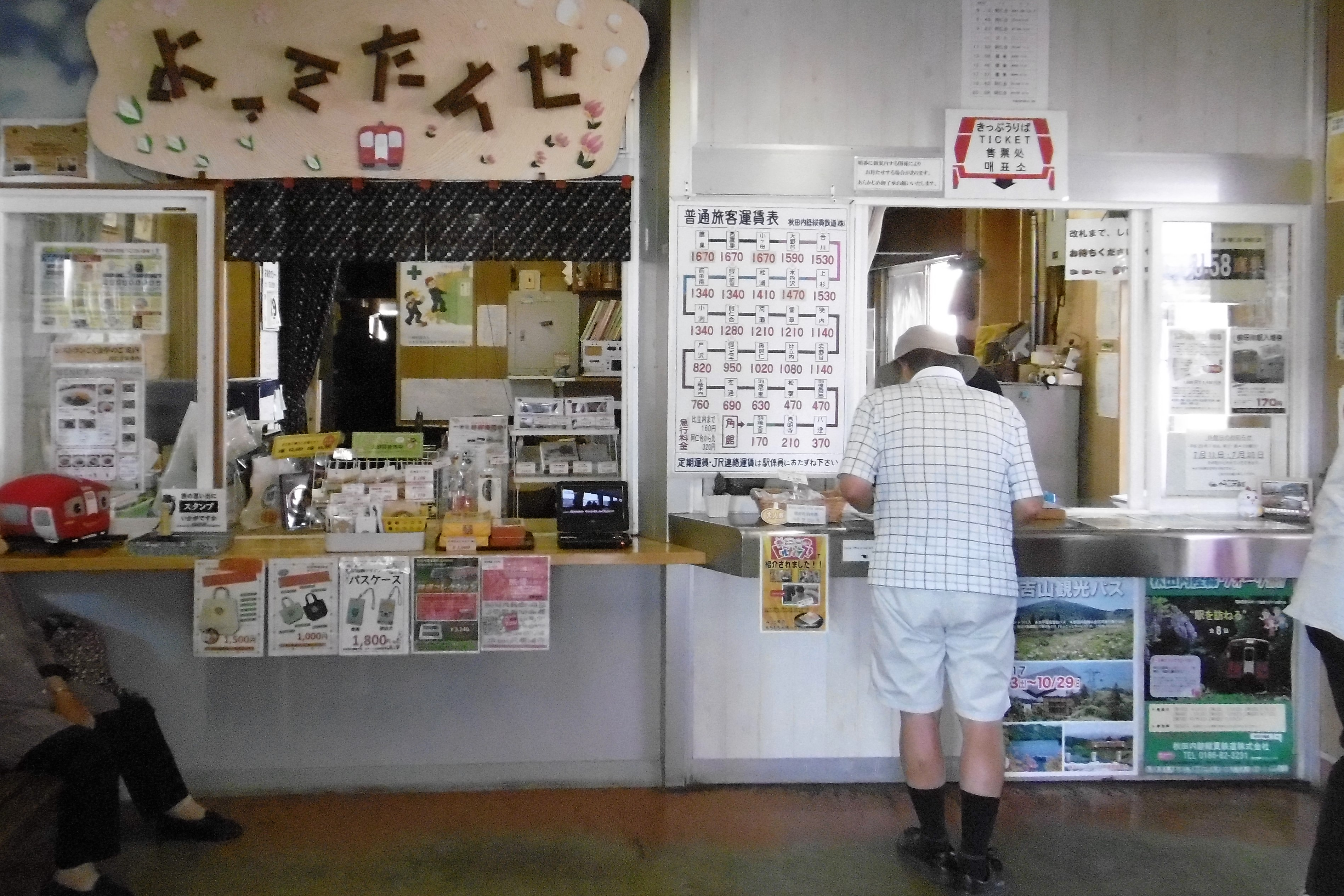
出札窓口（2017年7月）
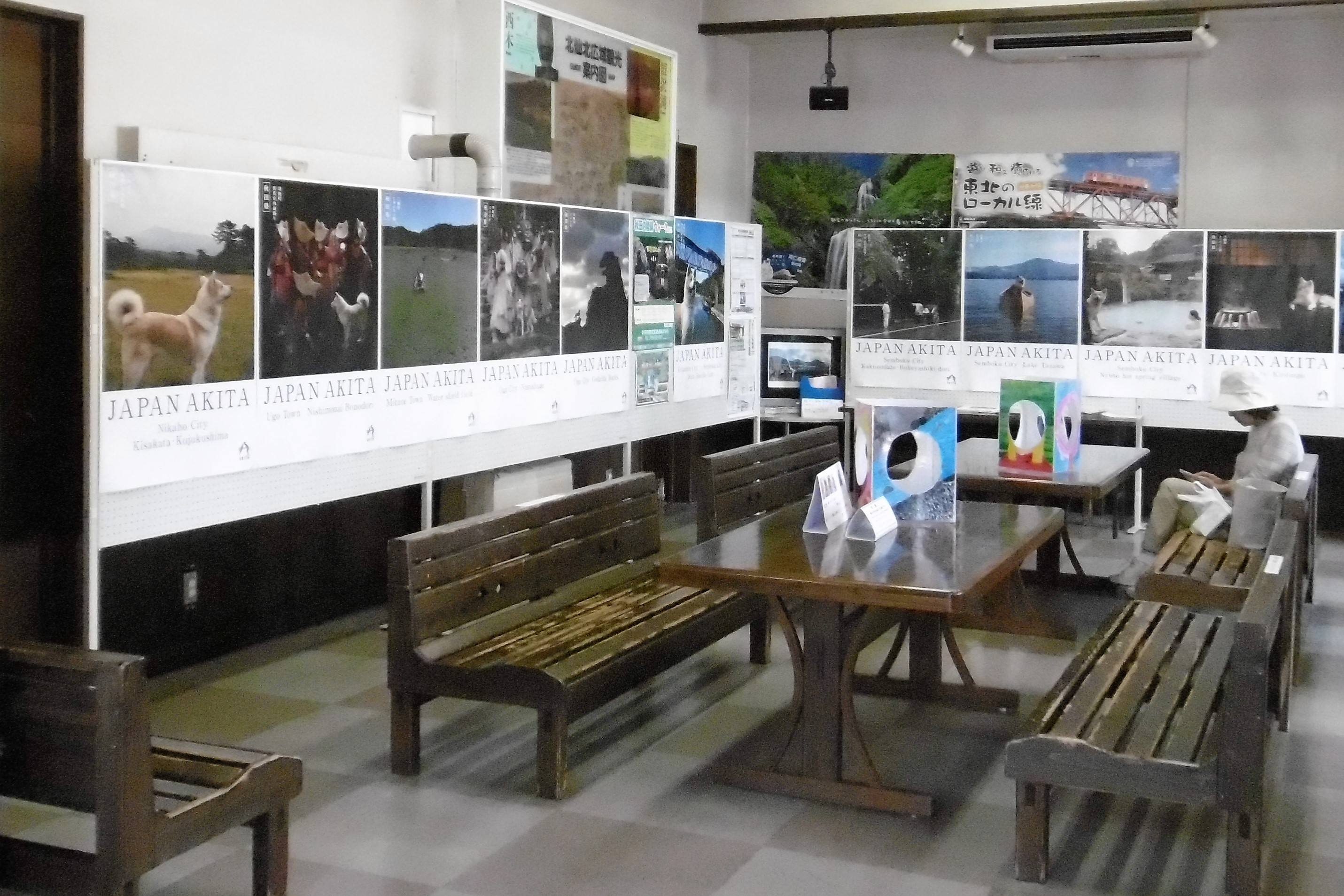
休憩所（2017年7月）
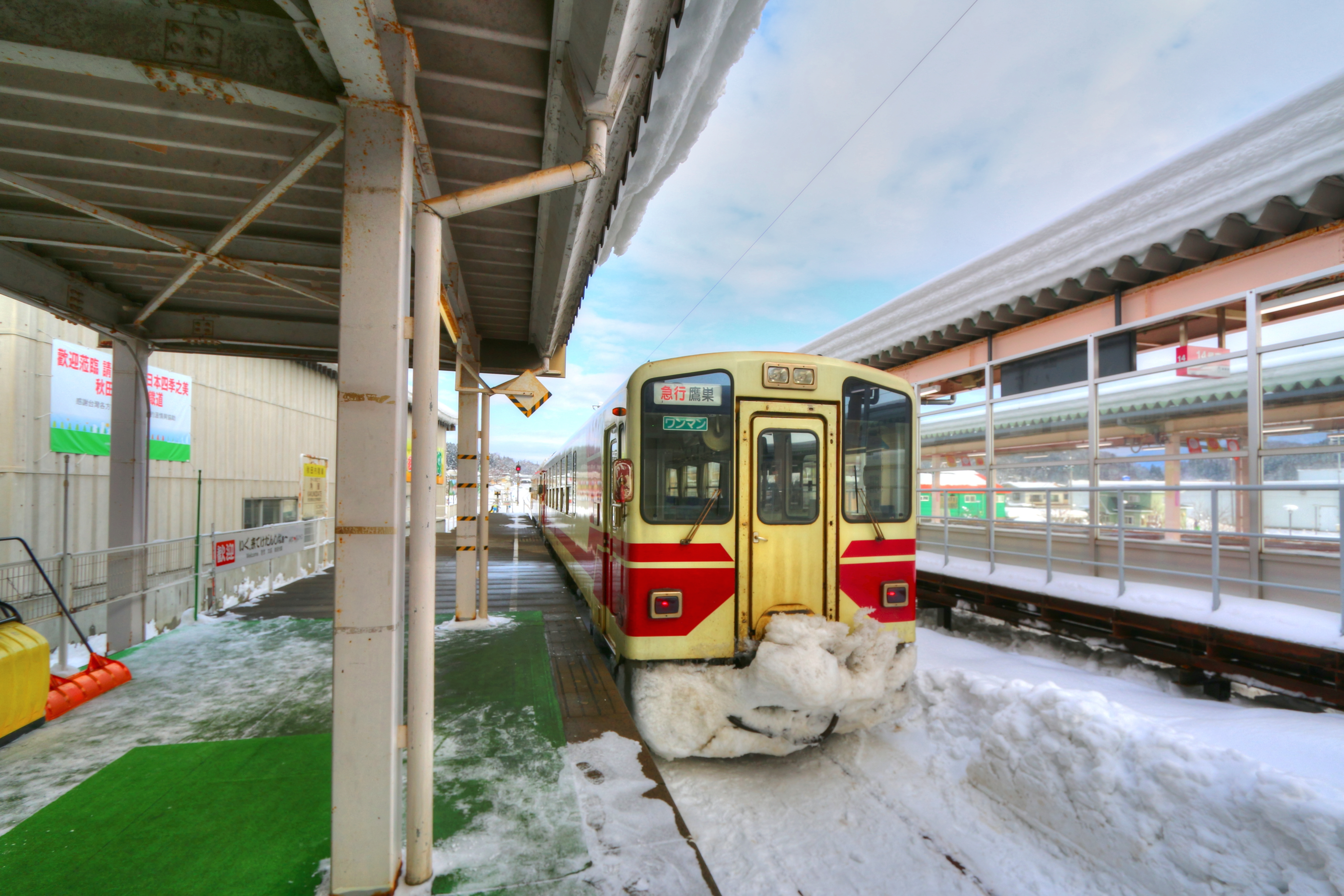
ホーム（2014年12月）

## 駅弁
2017年（平成29年）ごろまでは、主な駅弁として下記を販売していた。
- 秋田日本海たこびより

## 利用状況

### JR東日本
2023年度（令和5年度）の1日平均乗車人員は450人である。
2000年度（平成12年度）以降の推移は以下のとおりである。
| 1日平均乗車人員推移 | 1日平均乗車人員推移 | 1日平均乗車人員推移 | 1日平均乗車人員推移 | 1日平均乗車人員推移 |
| 年度                | 定期外              | 定期                | 合計                | 出典                |
| ------------------- | ------------------- | ------------------- | ------------------- | ------------------- |
| 2000年（平成12年）  |                     |                     | 887                 | [ 利用客数 2 ]      |
| 2001年（平成13年）  |                     |                     | 855                 | [ 利用客数 3 ]      |
| 2002年（平成14年）  |                     |                     | 819                 | [ 利用客数 4 ]      |
| 2003年（平成15年）  |                     |                     | 859                 | [ 利用客数 5 ]      |
| 2004年（平成16年）  |                     |                     | 798                 | [ 利用客数 6 ]      |
| 2005年（平成17年）  |                     |                     | 741                 | [ 利用客数 7 ]      |
| 2006年（平成18年）  |                     |                     | 762                 | [ 利用客数 8 ]      |
| 2007年（平成19年）  |                     |                     | 746                 | [ 利用客数 9 ]      |
| 2008年（平成20年）  |                     |                     | 741                 | [ 利用客数 10 ]     |
| 2009年（平成21年）  |                     |                     | 724                 | [ 利用客数 11 ]     |
| 2010年（平成22年）  |                     |                     | 683                 | [ 利用客数 12 ]     |
| 2011年（平成23年）  |                     |                     | 636                 | [ 利用客数 13 ]     |
| 2012年（平成24年）  | 289                 | 399                 | 688                 | [ 利用客数 14 ]     |
| 2013年（平成25年）  | 304                 | 401                 | 706                 | [ 利用客数 15 ]     |
| 2014年（平成26年）  | 287                 | 366                 | 653                 | [ 利用客数 16 ]     |
| 2015年（平成27年）  | 263                 | 390                 | 654                 | [ 利用客数 17 ]     |
| 2016年（平成28年）  | 249                 | 363                 | 612                 | [ 利用客数 18 ]     |
| 2017年（平成29年）  | 260                 | 337                 | 597                 | [ 利用客数 19 ]     |
| 2018年（平成30年）  | 257                 | 287                 | 545                 | [ 利用客数 20 ]     |
| 2019年（令和元年）  | 242                 | 275                 | 517                 | [ 利用客数 21 ]     |
| 2020年（令和02年）  | 95                  | 261                 | 356                 | [ 利用客数 22 ]     |
| 2021年（令和03年）  | 114                 | 263                 | 378                 | [ 利用客数 23 ]     |
| 2022年（令和04年）  | 174                 | 254                 | 428                 | [ 利用客数 24 ]     |
| 2023年（令和05年）  | 221                 | 229                 | 450                 | [ 利用客数 1 ]      |

### 秋田内陸縦貫鉄道
| 1日乗降人員推移 | 1日乗降人員推移 |
| 年度            | 1日平均人数     |
| --------------- | --------------- |
| 2016年          | 255             |
| 2017年          | 253             |
| 2018年          | 274             |

## 駅周辺
- 武家屋敷 - 2か所ある。
- 桧木内川
- 国道105号
- 角館郵便局
- あきた角館 西宮家
  - 和のゐ 角館（秋田ステーションビル運営） - 2019年（令和元年）5月7日にJR東日本秋田支社、田沢湖・角館観光協会、仙北市が締結した「仙北市における『観光まちづくり』に関する連携協定」に基づき[報道 6]、西宮家武士蔵、西宮家ガッコ蔵、反物蔵を同一ブランドにしたホテルとして、2020年（令和2年）3月16日に開業[報道 7][新聞 7][注 2]。
- かくのだて温泉
- ホテルフォルクローロ角館（秋田ステーションビル運営） - 2021年（令和3年）2月17日より、駅ナカシェアオフィス「STATION WORK」が利用可能（事前予約制）[13][報道 9]。
- タカヤナギワンダーモール
- 仙北市角館庁舎
- 秋田銀行角館支店
- 北都銀行角館支店
- 羽後信用金庫角館支店

## バス路線
角館駅前観光案内所の北側に角館駅前バス停が設置されており、以下の路線バスが発着する。
- 羽後交通
  - 角館営業所行き／大曲バスターミナル行き／境営業所行き／中央公園前行き
- 仙北市民バス
  - 中川線
  - 下延八割線

## 隣の駅
東日本旅客鉄道（JR東日本）
■秋田新幹線
田沢湖駅 - 角館駅 - 大曲駅
■田沢湖線
生田駅 - 角館駅 - 鶯野駅
秋田内陸縦貫鉄道
■秋田内陸線
- 急行「もりよし」発着駅

□快速
西明寺駅 - （下りは羽後太田駅） - 角館駅
■普通
羽後太田駅 - 角館駅

### 記事本文